# Let Us Prey
Let Us Prey ist ein britisch-irischer Horrorfilm von Brian O’Malley aus dem Jahr 2014.

## Handlung
Die Polizistin Rachel Heggie wacht aus einem Albtraum einer Vergewaltigung auf und macht sich auf den Weg zu ihrem ersten Arbeitstag in einer schottischen Kleinstadt. Dabei beobachtet sie, wie Francis Sargison, genannt „Caesar“, mit überhöhter Geschwindigkeit in einen Mann rast, der mitten auf der Straße stand. Der mysteriöse Mann ist aber sofort verschwunden. Heggie nimmt Caesar fest und bringt ihn zur kleinen Wache, wo Sergeant Jim Macready ihn schon als Kleinkriminellen kennt und behandelt. Heggie beauftragt per Funk die Kollegen Jennifer Mundie and Jack Warnock, die gerade im Polizeiauto Sex hatten, mit der Suche nach dem Unbekannten. Caesar begegnet in der Arrestzelle seinem Lehrer Ralph Beswick, der zum wiederholten Mal seine Frau verprügelt hat.
Mundie und Warnock bringen den Unbekannten zur Wache. Er ist oberflächlich verletzt, sagt aber zunächst kein Wort. Er hat ein Notizbuch voller Namen bei sich. Heggie ruft Dr. Duncan Hume herbei, um den Mann zu untersuchen. Doch dabei hat der Arzt einen Flashback und versucht den Patienten, der angeblich weiß, was Hume getan hat, zu töten. Hume wird ebenfalls eingesperrt. Die Fingerabdrücke des Unbekannten passen zu einem Mann, der allerdings vor mehr als 20 Jahren gestorben ist. Er spricht mit Macready über alttestamentarische Zitate zur Gerechtigkeit, bis der Sergeant ebenfalls einen Flashback hat und wütend wird. Der Unbekannte wird in Zelle sechs gesperrt. Mundie hat einen Flashback darüber, wie sie damals mit Warnock einen Gefangenen schlug.
Macready schickt Mundie und Warnock zu Humes Haus, um dessen Ehefrau zu suchen. Er fährt selbst auch nach Hause. Heggie ist nun die einzige Polizistin auf der Wache. Als sie die Namen aus dem Notizbuch recherchiert, stellt sie fest, dass es sich um verstorbene Kriminelle handelt. In den Zellen zeigt Six übernatürliche Fähigkeiten und kann andere Menschen aus der Entfernung quälen. Er fragt Beswick, warum dieser seine Frau misshandelt. Daraufhin verleitet er ihn zu einem Suizidversuch, bei dem Beswick mehrmals mit dem Kopf gegen die Gitterstangen stößt. Caesar alarmiert Heggie. Sie erlaubt Hume, Beswick zu untersuchen. Beswick stirbt jedoch, nachdem er gesagt hat, er wisse, wer Six ist. Währenddessen sehen Mundie und Warnock in Humes Haus, dass dieser seine Familie ermordet hat. Auch Macready wird als Serienmörder gezeigt, der junge Männer verführt und ermordet, bevor er ihre Körperteile im Kühlschrank versteckt.
Hume hilft Heggie auf der Wache, den toten Beswick aus dem Gefängnis nach oben zu tragen. Als sie durch die Kollegen von Humes Morden erfährt, greift er sie an und wird wieder eingesperrt. Six behauptet zu wissen, dass Heggie als Kind sexuell missbraucht wurde. Als sie wieder nach oben geht, bietet Six Caesar Vergebung an, wenn dieser gesteht, dass er bei seiner Raserei auch ein junges Mädchen überfahren und liegengelassen hat. Nach ihrer Rückkehr zerren Mundie und Warnock Hume in den Verhörraum. Er gesteht, seine Familie aus Langeweile und auf der Suche nach dem Geheimnis der Unsterblichkeit getötet hat. Beim Gespräch mit Six erinnert sich Warnock, wie er und Mundie den von ihnen verprügelten Mann als Suizidopfer dargestellt haben. Daraufhin tötet er auch Hume. Er zwingt Heggie, Humes Tod als Unfall zu betrachten.
Caesar gesteht Heggie, dass er das Mädchen überfahren hat, aber Six meint, für Vergebung sei es zu spät, weil das Mädchen vor zwei Minuten gestorben sei. Heggie erinnert sich in einem Flashback daran, wie Six damals ihren Vergewaltiger ablenkte, sodass sie fliehen konnte. Six warnt sie nun davor, dass Mundie und Warnock sie töten wollen. Heggie kämpft mit den beiden Kollegen, die sie fast strangulieren. Doch dann kehrt Macready plötzlich zurück. Sein nackter Oberkörper ist mit Stacheldraht bedeckt und er fuchtelt mit einem Gewehr herum, während er im Wahn Bibelverse zitiert. Er erschießt zunächst Warnock und verwundet dann Heggie und Mundie, die sich zusammen im Zellentrakt verstecken.
Macready setzt das Gebäude mit Benzin und Feuer in Brand. Six spricht darüber, wie er eine Diskussion mit einem alten Freund über menschliche Sünden verloren habe und nun ein Außenseiter wie Heggie sei. Damit deutet er an, der Teufel zu sein. Heggie lehnt seine angebotene Hilfe ab. Beim Fluchtversuch stürzt Mundie auf eine zerbrochene Fensterscheibe und Macready tötet sie, indem er ihren Hals fester auf die Scherbe drückt. Dann erschießt er auch Caesar. Heggie wirft den Benzinkanister zu Macready, der versehentlich darauf schießt und in der Explosion schwer verwundet wird. Heggie tötet ihn mit einer Ramme.
Nachdem sie die Wache verlassen hat, trifft sie vor der Tür auf Six. In seinem Notizbuch stehen auch die gerade gestorbenen Personen. Er streicht die Namen durch und verdammt sie wegen ihrer Sünde in die Hölle: Mundie und Warnock als Ehebrecher, Beswick als Heuchler, Macready als Perversen, Hume als Feigling und Caesar wegen seiner fehlenden Reue. Dann sagt Six, dass er Heggie liebe. Wenn sie das Wort sage, könne sie einen Platz an seiner Seite bekommen. Sie sagt Ja und die beiden küssen sich.

## Produktion
Für Regisseur Brian O’Malley war Let Us Prey sein erster Langfilm. Mit Cunningham hatte er bereits in seinem Kurzfilm Screwback zusammengearbeitet. McIntosh wurde wegen ihrer schottischen Herkunft als weibliche Hauptrolle verpflichtet. O’Malley sieht in dem Film eine „sehr tiefe religiöse Bedeutung“.
In vielen Rezensionen wird der Film mit John Carpenters Assault – Anschlag bei Nacht verglichen. O’Malley selbst sieht Carpenter vor allem wegen der düsteren Atmosphäre als Vorbild. Zur elektronischen Filmmusik wurde er auch von seinen Erfahrungen mit der Band Depeche Mode inspiriert.
Der Film wurde mit anamorphen Linsen der 1980er Jahre aus Russland gedreht, die mit digitalen Kameras kombiniert wurden. Außerdem kamen Requisiten aus älteren Zeiten zum Einsatz. Ziel sei es gewesen, „den Film in keiner klaren Zeitepoche spielen zu lassen“.

## Rezeption
Die meisten Kritiken fallen positiv aus. Für den Filmdienst ist es ein „dunkler, brutaler, mit enigmatischen Bildausschnitten und forcierten Schnitten ambitioniert erzählter Horrorfilm“. Gregor Torinus beschreibt den Film bei Filmstarts als „kleine[n] dreckige[n] Noir-Horrorfilm mit übersinnlichem Anstrich, der mit seiner starken Mischung aus Stil, Wahnsinn und Gewalt überzeugt“. Gregor Ries schreibt bei kino-zeit.de:„Dass Brian O’Malley trotz der vorhersehbaren Story die Spannung zu halten versteht, liegt an der trefflich aufgebauten, düsteren Atmosphäre, den teils monochromen Bildern, einer präzisen Dramaturgie mit kurzen Rückblenden, welche die Vorgeschichten der Charaktere enthüllen, sowie der passenden Besetzung.“ Der Rezensent von Thrill&Kill kritisiert einige Figuren und die plötzlich einsetzende Gewalt („seltsam, dass verschiedene Personen just an diesem Tage Lust hatten jemanden zu töten und das in einer Kleinstadt“), sieht es das Filmerlebnis insgesamt aber als „eine gelungene Nacht“. Oliver Armknecht zeigt sich bei film-rezensionen.de auch einigermaßen zufrieden: „Das ist atmosphärisch inszeniert und auch aufgrund des begrenzten Schauorts über weite Strecken spannend. Zum Ende hin verliert sich ‚Let Us Prey‘ jedoch in einer zu forcierten Abgründigkeit und tauscht seine unheilvolle Stimmung gegen billigen Splatter.“